# Stav (synet)
Stavene er sanseceller på øjets retina (nethinde). De er meget lysfølsomme (modsat tappene), det er stavene man bruger til at se med når der er mørkt. Der er kun en slags stave, nemlig dem man ikke kan se farver med. Natdyr, har mange stave, det er derfor de ser godt i mørke.
Stavcellerne registrerer lys vha. et membranprotein kaldet rhodopsin bestående af retinal og opsin. Når lys rammer stavcellerne sker der en omlejring af en dobbeltbinding i retinal, som derved aktiverer opsin. Det aktive opsin aktiverer G-proteinet transducin, som aktiverer enzymet phosphodiesterase. Enzymet katalyserer nedbrydning af cyklisk GMP (cGMP) til GMP. Normalt holder cGMP en ionkanal i membranen åben, så den lukkes efter cGMPs nedbrydning, og der sker en ændring i membranpotentialet. Denne ændring er altså det elektriske signal, som løber op til hjernen og fortæller os, at der er lys.
| Fysiologi | Spire Denne artikel om fysiologi er en spire som bør udbygges. Du er velkommen til at hjælpe Wikipedia ved at udvide den. |